# Ikazuchi (1932)
El Ikazuchi (雷 trueno?) fue uno de los cuatro destructores de la Clase Akatsuki. Sirvió en la Armada Imperial Japonesa durante la segunda guerra sino-japonesa y la Segunda Guerra Mundial.

## Historia
Tras participar en enfrentamientos en China, al iniciarse la Segunda Guerra Mundial formó parte de la escuadra japonesa que atacó Hong Kong, dirigiéndose luego a las Indias Orientales.  Tras participar en marzo de 1942 en la batalla del Mar de Java, en junio es parte de la fuerza de invasión de las Islas Aleutianas.
El 25 de octubre participó en los violentos combates que tuvieron lugar entre las islas de Guadalcanal y Tulagi, hundiendo en colaboración con el Akatsuki y el Shiratsuyu, un remolcador de altura, un patrullero y un dragaminas estadounidenses.
Tres semanas después, como parte de una poderosa fuerza de bombardeo naval orquestada alrededor de los acorazados Hiei y Kirishima, vuelve a la misma zona. En la noche del 12 al 13 de noviembre de 1942, en la batalla naval de Guadalcanal, se encontró con una fuerza estadounidense de cruceros y destructores. El Ikazuchi fue alcanzado en su torreta de proa, resultando muertos 21 tripulantes y heridos otros 20.
En 1943, y tras regresar al Pacífico Norte, tomó parte en la batalla de las Islas Komandorski, aunque no llegó a entrar en combate. Tras ser destinado posteriormente al Pacífico central, y realizando una misión de escolta sobre el transporte Sanyō Maru, fue torpedeado y hundido por el submarino USS Harder en la posición (10°08′N 143°30′E / 10.133, 143.500). No hubo supervivientes.